# Crisi economica della Grecia

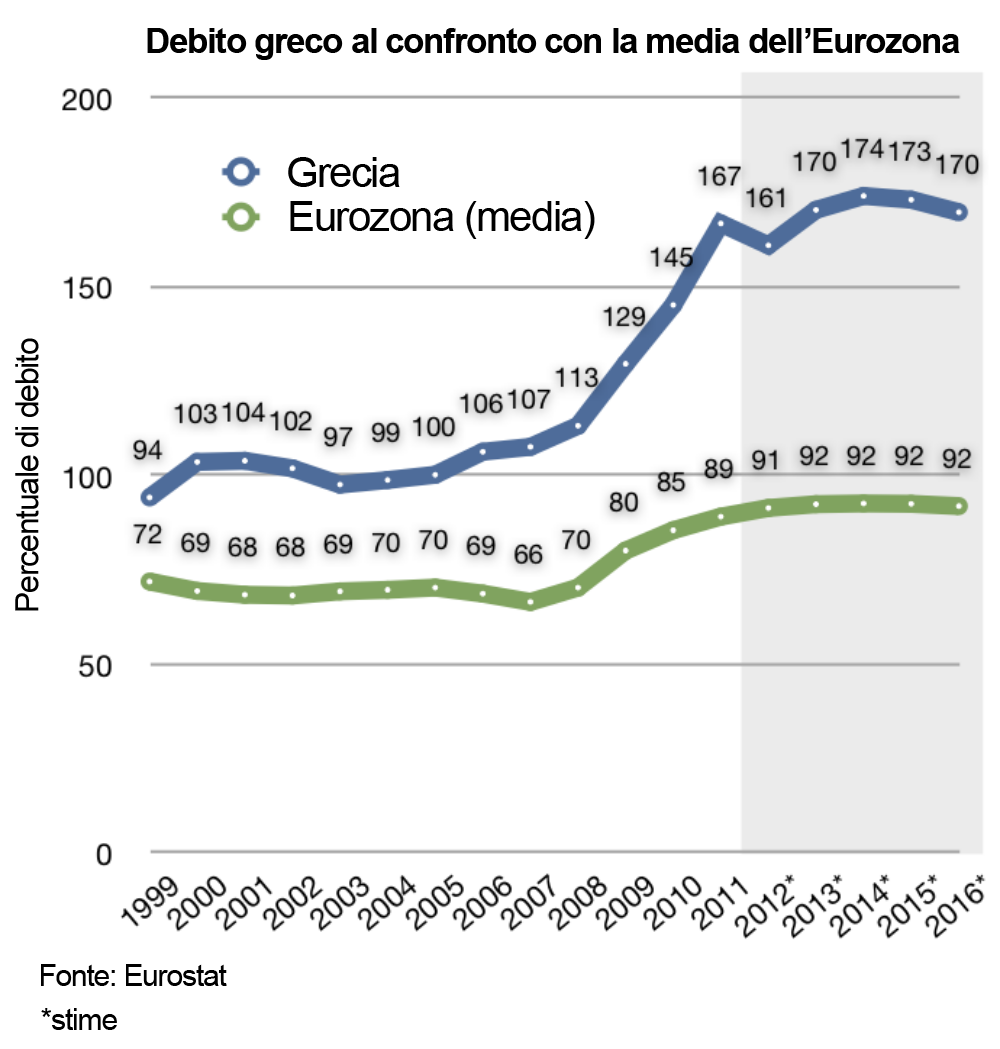
Il debito della Grecia in percentuale dal 1999, al confronto con l'Eurozona (Statistiche risalenti al 2011)

La crisi economica della Grecia è parte della crisi del debito sovrano europeo. La crisi inizia ufficialmente nell'autunno del 2009, quando il neo-primo ministro Giōrgos Papandreou rivela pubblicamente che i bilanci economici trasmessi dai precedenti governi greci all'Unione europea erano stati falsificati con l'obiettivo di garantire l'ingresso della Grecia nella Zona Euro.

## Descrizione
Da quel momento, i timori di una crisi del debito sovrano si sono sviluppati tra gli investitori sulla capacità della Grecia nel rispettare gli obblighi di debito, a causa della forte crescita del debito pubblico. Questo portò ad una crisi di fiducia, indicata da un allargamento dello spread di rendimento delle obbligazioni e il costo di un'assicurazione contro i rischi su credit default swap rispetto agli altri paesi della zona euro, soprattutto la Germania.
Il declassamento del debito pubblico greco a junk bond nell'aprile 2010 ha creato allarme nei mercati finanziari. Il 2 maggio 2010 i paesi dell'Eurozona e il Fondo Monetario Internazionale hanno approvato un prestito di salvataggio per la Grecia da 110 miliardi di euro, subordinato alla realizzazione di severe misure di austerità. In data 2 agosto 2010 Andreas Georgiou viene nominato presidente ELSTAT (Autorità statistica Ellenica, equivalente dell'ISTAT italiana) istituto che per anni ha nascosto al mondo i veri conti del disastroso bilancio greco. Infatti il prestito in realtà nasconde un parziale e già avvenuto default dello stato greco, non più in grado di vendere agli investitori a condizioni di mercato i propri titoli di debito. Nell'ottobre 2011 i leader dell'Eurozona hanno deciso di offrire un secondo prestito di salvataggio da 130 miliardi di euro per la Grecia, condizionato non solo dall'attuazione di un altro duro pacchetto di austerità ma anche dalla decisione di tutti i creditori privati per una ristrutturazione del debito greco, riducendo il peso del debito previsto da un 198% del PIL nel 2012 a solo 120,5% del PIL nel 2020.
La seconda operazione di salvataggio, ratificata dalle parti in causa nel febbraio 2012, venne attivata il mese successivo, dopo che l'ultima condizione del piano di ristrutturazione del debito greco fu soddisfatta. Se tutto fosse andato secondo le previsioni, il piano avrebbe dovuto coprire i bisogni della Grecia per il triennio 2012-2014.
Uno spiraglio di speranza si apre verso la fine del 2014, quando la Grecia riesce a registrare, durante il 3º trimestre, una debole crescita dello 0,7%.
Ma la situazione politica e sociale intanto è precipitata, le restrizioni hanno portato a conseguenze pesanti sul piano dell'occupazione e della protezione sociale, con una forte crescita della povertà. All'inizio del 2015 le elezioni premiano il raggruppamento di sinistra SYRIZA e il suo leader Alexīs Tsipras conquista la carica di Primo Ministro. I tentativi di impostare un diverso rapporto con le istituzioni europee proseguono per alcuni mesi, fino a quando la Grecia si sottrae alla restituzione di un prestito al F.M.I., in scadenza a fine giugno. Da quel momento le trattative per ottenere nuovi aiuti, e una decurtazione del debito, divengono concitate. Ma la BCE smette di accettare titoli di stato greci dalle banche greche, interrompendo così i precedenti acquisti in deroga. Le conseguenze sono immediate: le banche chiudono gli sportelli, i prelievi vengono contingentati (unici prelievi consentiti tramite bancomat, a parte poche eccezioni). La crisi appare senza sbocchi e Tsipras sceglie di dare la parola ai greci tramite un referendum. La popolazione greca, esasperata, vota contro il piano presentato dai creditori. Ma il mandato espresso a Tsipras è di rimanere dentro l'Euro, o almeno questa è l'interpretazione del Premier. La trattativa con i partner europei sfocia infine in un accordo, per quanto i tempi concessi al governo greco per ottemperare alle risoluzioni prese siano strettissimi.
Tra il 2008 e il 2016, il PIL della Grecia è diminuito di quasi il 25%. Il debito pubblico è passato dal 103,1% del PIL nel 2007 al 181,2% nel 2018. Le proiezioni del FMI stimano che raggiungerà il 293,6% del PIL entro il 2060. Il Paese ha tagliato la spesa pubblica del 32,4% durante la crisi. Queste misure di austerità fiscale sono state accompagnate da riforme strutturali, come l'indebolimento del diritto del lavoro, la sospensione dei diritti di contrattazione collettiva e l'abbassamento del salario minimo. Anche i pensionati hanno visto la loro pensione ridotta del 14-40%. Il numero di senzatetto è aumentato del 20-25%.
Il primo ministro conservatore Kyriákos Mitsotákis ha lanciando un'ondata di privatizzazioni nel 2019, tra cui infrastrutture turistiche, terreni costieri e quote statali di società di gas ed elettricità e dell'aeroporto di Atene. La squadra antifrode delle autorità fiscali è stata abolita e i suoi dipendenti sono stati integrati nel Ministero delle Finanze. Il governo ha anche approvato una riforma del diritto del lavoro che consente al datore di lavoro di licenziare i propri dipendenti senza dover motivare la propria decisione o informare le persone licenziate. Infine, è in corso di attuazione una riforma fiscale che mira a rendere il Paese "un paradiso per i miliardari e i cittadini più ricchi", osserva il Financial Times. L'obiettivo è attrarre gli investimenti offrendo aliquote fiscali ridotte. Inoltre, una clausola proteggerà i beneficiari di questa politica fiscale da eventuali cambiamenti di politica da parte di governi futuri. Nel 2019 un dipendente greco su tre lavorava part-time per uno stipendio netto di 317 euro e il 34,8% della popolazione era a rischio di povertà o esclusione sociale. Anche la disuguaglianza era aumentata. L'evasione fiscale rappresentava una perdita di entrate per lo Stato greco pari a 30 miliardi di euro all'anno.

## Cronistoria della crisi

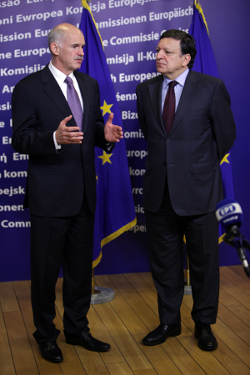
Il primo ministro greco George Papandreou e il presidente della Commissione europea José Manuel Barroso a Bruxelles il 20 giugno 2011

La crisi inizia quando il presidente George Papandreou, a fine 2009, subito dopo le elezioni politiche dichiara che i precedenti governi greci avevano falsificato i dati di bilancio dei conti pubblici per permettere alla Grecia di entrare nell'euro, denunciando così il rischio di bancarotta del Paese.
All'inizio del 2010, in seguito al declassamento da parte delle agenzie di valutazione internazionali, si sono diffusi timori di una crisi del debito pubblico relativamente ad alcuni Paesi della Zona Euro, ed in particolare: la Grecia, la Spagna, l'Italia, l'Irlanda, il Portogallo e Cipro.
Nei primi giorni del maggio 2010 è stato definito un pacchetto di 110 miliardi di euro di aiuti in 3 anni, da parte dei paesi della zona euro, alla Grecia.
La situazione però non sembra affatto migliorare nel 2011, in quanto le agenzie di valutazione Moody's, Standard & Poor's e Fitch tagliano ulteriormente la valutazione della Grecia portandolo rispettivamente a Caa1 (insolvente), a CCC (debito altamente speculativo) e a CCC (vulnerabile), cosa che costringe il governo ad effettuare nuovi tagli per 6,5 miliardi di euro e nuove privatizzazioni al fine di ottenere nuovi prestiti da parte dell'Unione europea e del Fondo Monetario Internazionale; la crisi si riverbera alquanto pesantemente anche sulla situazione occupazionale del paese, con un tasso di disoccupazione che a febbraio 2011 raggiunge il 15,9%.
Dopo l'approvazione da parte del parlamento greco di un nuovo piano di austerità che imporrà al paese ellenico tagli per ben 28 miliardi di euro entro il 2015, l'Unione europea dà il via libera alle ulteriori tranche di aiuti per tutto il 2011. Il 25 luglio 2011 Moody's taglia la valutazione greca di altri tre livelli portandolo da Caa1 a Ca, dando per certo la bancarotta totale della nazione.
Nel settembre 2011, il governo greco vara un'ulteriore manovra tassando gli immobili allo scopo di recuperare 2,5 miliardi di euro utili a raggiungere un'ulteriore tranche di aiuti pari a 8 miliardi di euro; nel frattempo il vice-cancelliere tedesco Philipp Rösler sostiene la possibilità della bancarotta greca per uscire dalla crisi dell'euro. La finanziaria sull'immobile non basta e il giorno 21 dello stesso mese il governo ellenico si vede costretto a formulare una drammatica manovra che prevede un ulteriore taglio alle pensioni, la messa in mobilità di 30.000 dipendenti statali già dal 2011 e il prolungamento della precedente tassa sugli immobili fino al 2014. A questo punto viene istituita la cosiddetta "troika", formata da FMI, BCE ed UE, e grazie al suo verdetto sulla situazione della Grecia riesce a convincere la Germania ad attivare il fondo salva-stati, che garantisce alla Grecia ulteriore ossigeno economico.
Papandreou avanza la proposta di un referendum consultivo per sottoporre al vaglio degli elettori il piano di salvataggio, ma la minaccia da parte dell'Europa di sospendere gli aiuti economici gli impone il dietrofront, e a quel punto il premier ellenico annuncia le sue dimissioni ed il passaggio ad un governo di unità nazionale guidato da Lucas Papademos, con le elezioni politiche pianificate per aprile 2012. Nel frattempo il paese torna a vivere il fenomeno migratorio del dopoguerra verso altri continenti, in particolare il flusso caratterizza laureati greci che cercano opportunità prevalentemente in Australia, ma anche in Russia, Iran e Cina.

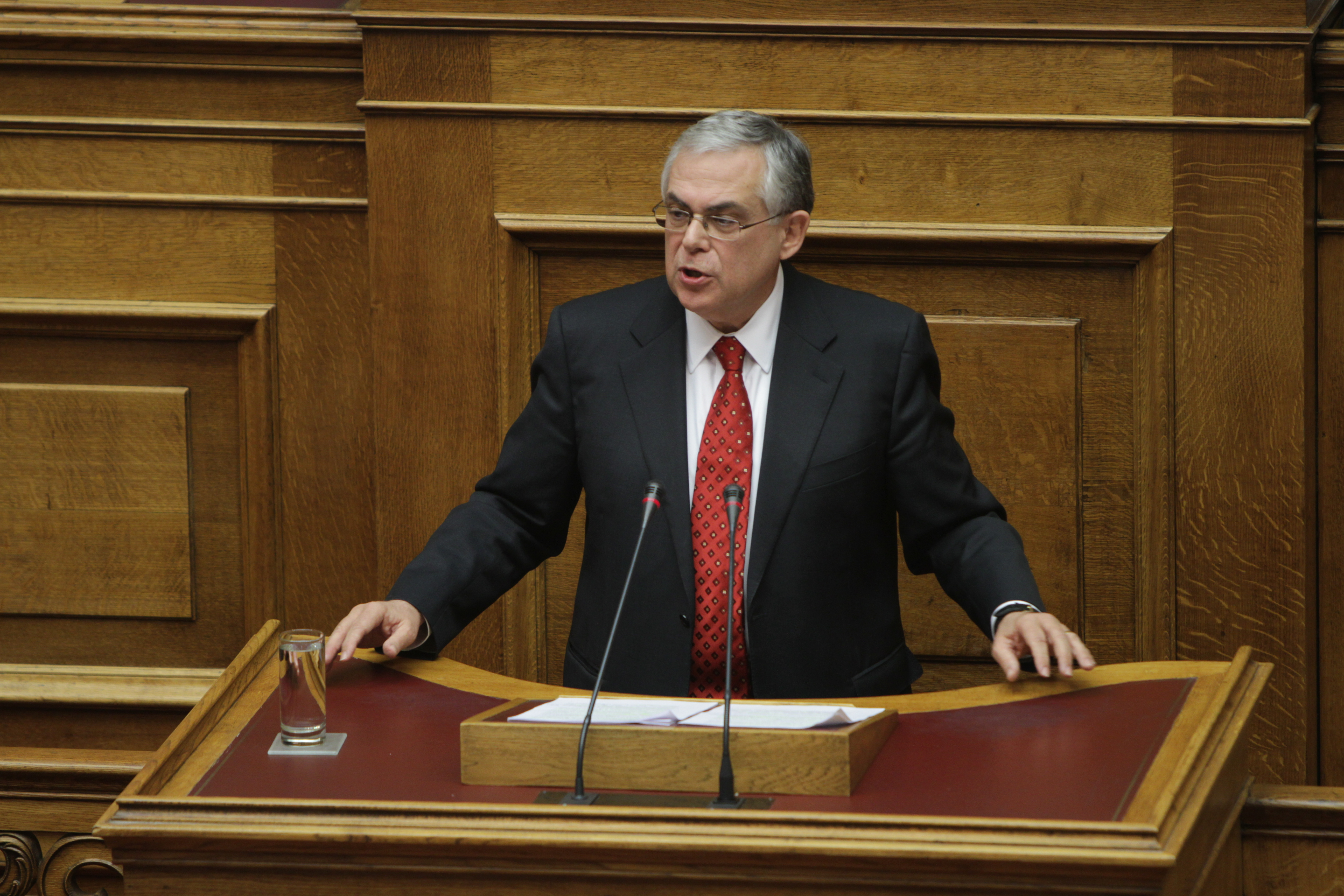
Il primo ministro Lucas Papademos difende il piano di austerità in Parlamento nel novembre del 2011

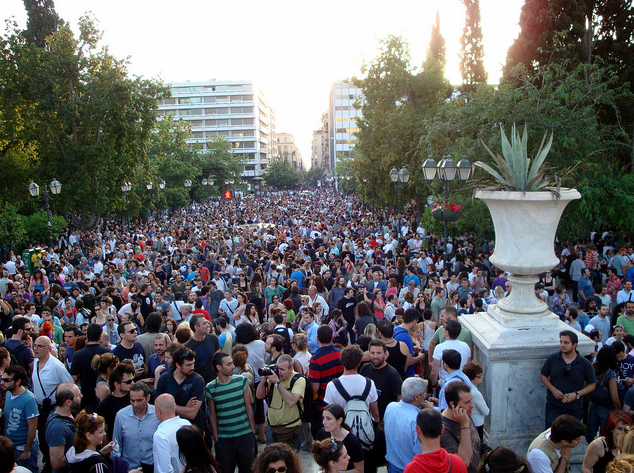
La versione greca degli Indignados spagnoli, movimento sociale di mobilitazione di protesta pacifica contro il governo greco di fronte alla grave situazione economica in cui versa il Paese.

Ad inizio 2012 l'agenzia Fitch dà per certo il fallimento della Grecia e la Germania, paese maggiormente esposto verso il debito greco, si vede respingere la proposta di trasferire la sovranità economica nazionale del paese ellenico a Bruxelles.
In febbraio la crisi si accentua e la bancarotta sembra concretizzarsi, in quanto subito non si trovano accordi tra i partiti politici del paese per attuare nuovi tagli alla spesa pubblica che garantirebbero un aiuto economico da parte della Troika di 130 miliardi di euro, necessari per rimborsare le obbligazioni in scadenza a marzo per quasi 15 miliardi di euro; in quel periodo si discusse di tagliare altri 15.000 dipendenti pubblici. Il 12 febbraio 2012 il parlamento greco vota un ennesimo piano d'austerità per incassare un aiuto di 130 miliardi di euro da parte della Troika; dopo l'approvazione sono subito scattate le proteste del popolo greco in piazza Syntagma, si è arrivati ad una vera e propria guerriglia contro la polizia e si è anche dato fuoco a edifici tra cui banche e negozi.
Nella notte fra il 20 e il 21 febbraio a Bruxelles l'Eurogruppo ha approvato la tranche di aiuti per la Grecia di 130 miliardi, rimandando quindi il default della penisola ellenica di qualche tempo.

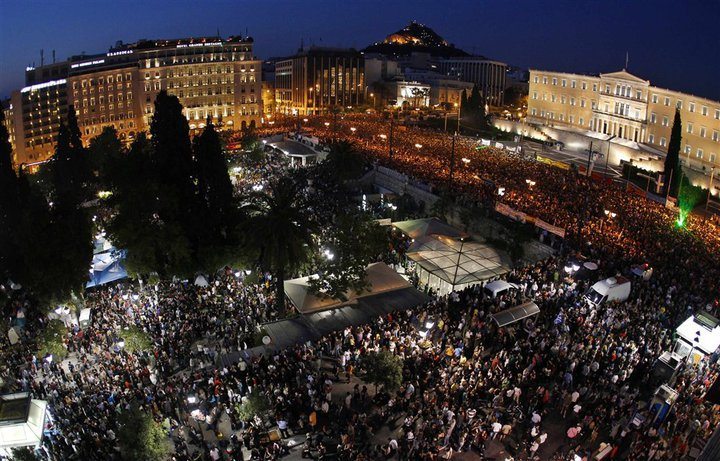
Atene, Piazza Syntagma, 100.000 persone si sono radunate domenica 29 maggio 2011: è stato il primo giorno di protesta del popolo greco contro il Fondo monetario internazionale.

A marzo si verifica la tanto temuta ristrutturazione del debito: i detentori privati di titoli di stato greci si sono visti ristrutturare il debito riducendo il valore nominale di più del 50% e allungando la scadenza.
Nel frattempo Standard and Poor's rivede nuovamente in ribasso la valutazione greca, portandolo alla valutazione "SD", ovvero di default selettivo, l'ultimo passo prima del default vero e proprio.
La situazione si fece ancora più critica in quanto aleggiò l'ipotesi che gli investitori qualificati non fossero propensi alla ristrutturazione del debito; alla fine comunque più dell'80% dei creditori privati hanno aderito, e nell'operazione di bond swap Atene riesce a cancellare quasi del tutto i 107 miliardi di debito in scadenza, ma nonostante ciò Fitch decide di declassare ulteriormente il paese ellenico alla valutazione "RD" (Restricted Default), che secondo il parere di Moody's sarebbe da considerarsi già una forma di bancarotta; solo dopo l'emissione dei nuovi titoli Fitch riporta la valutazione a "B-" con outlook stabile.
Nel maggio 2012, in piena fase elettorale e con un crescente sentimento antipolitico nel popolo, l'uscita dall'euro della Grecia venne data sempre più probabile e l'agenzia Fitch sostenne che tale evento non sarebbe stato fatale per la moneta unica. I partiti non riuscirono a formare un governo di coalizione, rimandando il tutto a nuove elezioni per giugno e causando perciò nuova sfiducia che portò all'abbassamento della valutazione da parte dell'agenzia Fitch a CCC (sostanziale rischio di credito) e ad un'enorme fuga di capitali.
Verso la fine del 2012, per ridurre il proprio debito, il ministero del tesoro ellenico effettuò un'operazione di riacquisto azionario sul debito stesso, riuscendo a riacquistare titoli di stato per un valore di 45 miliardi al prezzo di soli 15, riducendo così il debito pubblico di 30 miliardi.
Dopo diversi anni di recessione, nel 3º trimestre del 2014 l'economia greca torna a crescere, seppur soltanto dello 0,7% sul Pil.
In seguito alle elezioni del 25 gennaio 2015, Alexīs Tsipras, capo del partito SYRIZA, viene eletto nuovo capo del governo con il 36,34% dei voti e 149 seggi. Tsipras, incaricato di negoziare con la BCE, il FMI e la UE il pagamento del debito greco, inizialmente fallisce nell'intento, in quanto le condizioni imposte dai creditori sono definite "umilianti" per il popolo greco e in grado di condurre l'economia del paese ad una "nuova crisi depressiva", perché fondate perlopiù su un regime economico di tagli e misure d'austerità. Tsipras a fine giugno 2015, con un discorso alla nazione in cui cita Roosevelt, indice un referendum consultivo per il 5 luglio 2015. Gli elettori vengono chiamati ad accettare o rifiutare le proposte di ristrutturazione del debito fornitegli dai creditori, e la vittoria spetta al fronte del "NO" con circa il 62% dei voti. Nonostante il voto al referendum significasse il rifiuto di ulteriori misure di austerità e un possibile ritorno alla dracma greca, nella notte fra il 12 e il 13 luglio 2015, Tsipras e i creditori raggiungono un accordo, mentre la maggioranza di governo costituita dal partito Syriza, Coalizione della Sinistra Radicale, si spacca, tuttavia senza compromettere gli accordi con i creditori.
Gianīs Varoufakīs, ministro delle finanze durante la crisi, in un'intervista parlò dell'esistenza di un "Piano B" per la creazione di un "sistema bancario alternativo" da tenere pronto per poter rendere possibile l'uscita dall'euro.

## Rilevanza nel resto d'Europa
Il caso greco è considerato, dall'Unione europea, una questione molto importante vista la possibilità che tale situazione si ripercuota negli altri mercati della zona euro. Per tale motivo, al fine di scongiurare il default della stessa, l'UE, assieme al Fondo Monetario Internazionale, le ha concesso un prestito per la somma di 45 miliardi di Euro. Tale prestito è stato concesso a seguito di un piano economico approvato dal governo ellenico, volto a ridurre il proprio debito pubblico attraverso tagli significativi della spesa. Parte dell'opinione pubblica è contraria a tale finanziaria e ciò ha portato a numerosi scontri ad Atene tra manifestanti e forze dell'ordine, in occasione della festività del primo maggio 2010. Quindi, senza mezzi termini la troika di creditori (Fmi, Unione Europea e Bce) nel 2012 pose come condizione, per sbloccare il pacchetto di aiuti internazionali, l'attuazione da parte del governo greco di nuove misure strutturali e di austerità. Fra esse spiccava la proposta/pretesa di ridurre del 22 per cento i salari minimi, per dare uno slancio alla competitività dei prodotti greci.